# Льидо, Антонио
Антонио Льидо Менгуаль (исп. Antonio Llidó Mengual, 29 апреля 1936, Хавеа, Испания — 25 октября 1974, Сантьяго, Чили) — испанский католический священник и педагог, революционер-интернационалист, руководитель Движения христиан за социализм и одна из ключевых фигур Левого революционного движения в Чили.
Льидо родился в Испании накануне гражданской войны и вырос при франкистском режиме. Он покинул страну, чтобы избежать давления внутри католической церковной иерархии и политических преследований. Во время миссионерской работы в Чили работал с бедными крестьянами и рабочими провинции Кильота. Ежедневно сталкиваясь с борьбой местной бедноты за выживание, молодой священник укрепился в своих социалистических взглядах и оказался вовлечён в ряд политических организаций левого толка.
После военного переворота 11 сентября 1973 года Льидо был арестован, подвергнут пыткам и убит. Попал в список лиц, исчезнувших при Пиночете.
Пытаясь обнаружить исчезнувшего Антонио Льидо, епископы протестантской и католической церквей Хельмут Френц и Фернандо Аристиа обратились к Аугусто Пиночету, на что тот ответил «Он не священник, а марксист».
За причастность к убийству священника были осуждены руководящие функционеры ДИНА Мигель Краснов, Марсельо Морен Брито, Освальдо Ромо.

## Книги
- Mario Amorós. Antonio Llidó un sacerdote revolucionario. Universidad de Valencia. 2007